# Euro Hockey Tour 2004/2005
Euro Hockey Tour 2004/2005 je 9. ročník hokejových turnajů Euro Hockey Tour.

## Karjala cup
Hokejový turnaj byl odehrán od 11.11.2004 – do 14.11.2004 v Helsinkách. Utkání Švédsko – Rusko bylo odehráno v Linkopingu
- Vítěz Finská hokejová reprezentace.

| Tým 1   | Výsledek                 | Tým 2   |
| ------- | ------------------------ | ------- |
| Finsko  | 5:2 (2:1,1:0,2:1)        | Švédsko |
| Rusko   | 6:3 (2:1,3:1,1:1)        | Česko   |
| Rusko   | 3:4 (1:2,1:1,1:1)        | Finsko  |
| Česko   | 2:3 SN (0:1,1:1,1:0,0:0) | Švédsko |
| Švédsko | 2:1 (1:0,0:1,1:0)        | Rusko   |
| Finsko  | 0:3 (0:0,0:2,0:1)        | Česko   |

## Rosno cup
Hokejový turnaj byl odehrán od 16.12.2004 – do 19.12.2004 v Moskvě
- Vítěz Ruská hokejová reprezentace.

| Tým 1   | Výsledek                 | Tým 2   |
| ------- | ------------------------ | ------- |
| Finsko  | 3:0 (1:0,0:0,2:0)        | Švédsko |
| Rusko   | 1:0 (0:0,1:0,0:0)        | Česko   |
| Rusko   | 2:1 (1:1,1:0,0:0)        | Finsko  |
| Česko   | 4:3 SN (2:1,0:0,1:2,0:0) | Švédsko |
| Švédsko | 1:4 (1:1,0:1,0:2)        | Rusko   |
| Finsko  | 5:4 PP (1:2,0:2,3:0,1:0) | Česko   |

## LG Hockey Games
Hokejový turnaj byl odehrán od 10.2.2005 – do 13.2.2005 v Stockholmu. Utkání Finsko – Rusko bylo odehráno v Tampere
- Vítěz Švédská hokejová reprezentace.

| Tým 1   | Výsledek                 | Tým 2   |
| ------- | ------------------------ | ------- |
| Švédsko | 5:1 (0:0,3:0,2:1)        | Finsko  |
| Česko   | 4:3 (1:0,1:0,2:3)        | Rusko   |
| Finsko  | 3:4 PP (2:1,1:2,0:0,0:1) | Rusko   |
| Česko   | 2:3 SN (1:1,1:1,0:0,0:0) | Švédsko |
| Švédsko | 3:2 (1:2,0:0,2:0)        | Rusko   |
| Finsko  | 2:3 PP (0:1,0:0,2:1,0:1) | Česko   |

## Konečná tabulka EHT 2004/2005
V této sezóně se turnaj Česká pojišťovna cup v Liberci neuskutečnil, ve stejném termínu se světoví hokejisté střetli na turnaji o Světový pohár (nástupce kanadského poháru)
| Mužstvo | Z | V | VP | PP | P | VG | OG | B  |
| ------- | - | - | -- | -- | - | -- | -- | -- |
| Rusko   | 9 | 4 | 1  | 0  | 4 | 26 | 21 | 14 |
| Švédsko | 9 | 3 | 2  | 1  | 3 | 22 | 24 | 14 |
| Česko   | 9 | 2 | 2  | 3  | 2 | 25 | 26 | 13 |
| Finsko  | 9 | 3 | 1  | 2  | 3 | 24 | 26 | 13 |

## Vysvětlivky k tabulkám a zápasům
- Z – počet odehraných zápasů
- V – počet vítězství
- VP – počet výher po prodloužení (nebo po samostatných nájezdech)
- PP – počet proher po prodloužení (nebo po samostatných nájezdech)
- P – počet proher
- VG – počet vstřelených gólů
- OG – počet obdržených gólů
- B – počet bodů

## Play-off o umístění
Zápasy o umístění se hrály ve dnech 22. a 24. dubna 2005. Hrálo se dvoukolově systémem doma-venku.
O 1. místo
| Tým 1   | Výsledek            | Tým 2   |
| ------- | ------------------- | ------- |
| Švédsko | 1:2 (0:0, 0:1, 1:1) | Rusko   |
| Rusko   | 5:2 (2:2, 2:1, 1:0) | Švédsko |

O 3. místo
| Tým 1  | Výsledek            | Tým 2  |
| ------ | ------------------- | ------ |
| Česko  | 3:3 (1:3, 1:0, 1:0) | Finsko |
| Finsko | 4:0 (0:0, 2:0, 2:0) | Česko  |